# New Zealand National Front
New Zealand National Front é uma pequeno partido de extrema direita da Nova Zelândia.